# Sepiola affinis
Sepiola affinis é uma espécie de molusco pertencente à família Sepiolidae, conhecida por chopo.
A autoridade científica da espécie é Naef, tendo sido descrita no ano de 1912.
Trata-se de uma espécie presente no território português, incluindo a zona económica exclusiva.